# Dobrota
Dobrota (srbsky Доброта) je město a přímořské letovisko v Černé Hoře, nacházející se u zálivu Boka Kotorska. Je součástí opčiny města Kotor, s nímž těsně sousedí a tvoří s ním a městem Škaljari souměstí. V roce 2003 zde žilo celkem 8 169 obyvatel, díky čemuž je Dobrota třináctým největším černohorským městem a současně největším městem bez vlastní opčiny, někdy však bývá považována za přímou součást Kotoru. Je největším městem opčiny Kotor, není však jejím správním střediskem.
Sousedními letovisky jsou Donji Orahovac a Kotor.